# گیلاد

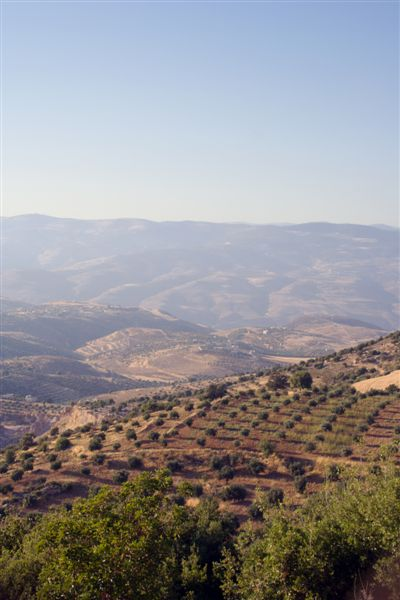
تپه‌های جلعاد در اردن

جِلعاد (یا گیلعاد، عبری: גִּלְעָד) به معنی لغوی کوه نشانه، نام سه فرد و دو موقعیت جغرافیای در کتاب مقدس است.
جلعاد نام باستانی و تاریخی کتاب مقدس عبری برای بخش کوهستانی شمالی منطقهٔ فرااردن است. این منطقه از سمت غرب با رود اردن، از شمال با درهٔ عمیق رود یرموک و منطقهٔ باشان و از جنوب غربی با مناطقی که در دوران باستان به‌عنوان «دشت موآب» شناخته می‌شدند، مرز دارد و در سمت شرق مرز مشخصی ندارد. در برخی موارد، «جلعاد» در کتاب مقدس برای اشاره به کل منطقهٔ شرق رود اردن به‌کار رفته است. جلعاد در سرزمین اردن امروزی واقع شده است و تقریباً با استان اربد، استان عجلون، استان جرش و استان بلقا استان‌های اردن مطابقت دارد.
جلعاد یک منطقه در شرق رود اردن بود که به قبایل جاد و مناسه تعلق داشت و در اردن امروزی قرار دارد. نام آرامی آن یگار-ساحادوتا بوده است. به دلیل ویژگی‌های کوهستانی آن، کوه‌های گیلعاد نیز نامیده شده است. به‌طور کلی این منطقه در تورات محل قبیله‌های جاد، رئوبن و نیمی از قبیله مناسه بوده است.
در توصیف دیگر گیلاد به تمامی منطقه شرق رود اردن اطلاق می‌شود.

## افراد
- نوه مناسه
- پسر میکائیل و پدر یرواه از قبیله جاد
- پدر یفتاه
- در عبری گیلعاد نام پسر است که در آن گیل به معنی خوشی و اد به معنی همیشه است.

## ریشه‌شناسی
در کتاب مقدس عبری، جلعاد برگرفته از واژه‌های גלעד gal‛êd دانسته شده است، که خود از ترکیب gal ('توده، تل، تپه') و ‛êd ('شاهد، شهادت') آمده است. اگر این فرض درست باشد، جلعاد به‌معنای «توده‌ای [از سنگ‌ها] برای گواهی» است. نظریهٔ دیگری نیز وجود دارد که بر این باور است که جلعاد به‌معنای «سرزمین سنگلاخی» است.
به‌دلیل ماهیت کوهستانی این منطقه، در کتاب مقدس با عنوان کوه جلعاد (پیدایش ۳۱:۲۵؛ غزل غزل‌ها ۴:۱الگو:آیه کتاب مقدس به‌همراه کتاب نامعتبر) یاد شده است. همچنین در بسیاری از ترجمه‌های انگلیسی کتاب مقدس با عنوان سرزمین جلعاد (اعداد ۳۲:۱؛ داوران ۱۰:۴) و گاه فقط جلعاد (پیدایش ۳۷:۲۵؛ داوران ۱۰:۸؛ مزامیر ۶۰:۷) نامیده شده است. همچنین در میکاه ۷:۱۴–۱۵ ذکر شده است.

## تاریخچه

### کتاب مقدس عبری
نام جلعاد نخستین‌بار در روایت کتاب مقدس از آخرین دیدار یعقوب و لابان ظاهر می‌شود (پیدایش ۳۱:۲۱–۲۲). در سفر پیدایش، جلعاد همچنین با نام آرامی «یگار ساحدوتا» نیز خوانده شده است که همان معنای جلعاد عبری، یعنی «توده‌ای [از سنگ‌ها] برای گواهی» را دارد (پیدایش ۳۱:۴۷–۴۸).
طبق روایت کتاب مقدس، در دوران خروج بنی‌اسرائیل از مصر، «نیمه‌ای از جلعاد» در اختیار سیحون بود و نیمهٔ دیگر، که رود رود زرقا آن را جدا می‌کرد، در اختیار عوج بن عنق، پادشاه باشان قرار داشت. پس از شکست این دو پادشاه، جلعاد به قبیله‌های جاد، قبیله رئوبن و نیمی از قبیله منسی که در شرق بودند، توسط موسی اختصاص یافت (تثنیه ۳:۱۳؛ اعداد ۳۲:۴۰).
در کتاب داوران، سی پسر یائیر، یکی از داوران کتاب مقدس عبری، سی شهر از جلعاد را اداره می‌کردند (داوران ۱۰:۴) و در کتاب‌های تواریخ، سگوب بیست‌وسه شهر در جلعاد را تحت کنترل داشت (اول تواریخ ۲:۲۱–۲۲الگو:آیه کتاب مقدس به‌همراه کتاب نامعتبر). جلعاد از شمال با باشان و از جنوب با موآب و عمون هم‌مرز بود (پیدایش ۳۱:۲۱؛ تثنیه ۳:۱۲–۱۷).
«جلعاد» که در کتاب هوشع آمده، ممکن است به شهرهای راموت-جلعاد، یابیش جلعاد یا کل منطقهٔ جلعاد اشاره داشته باشد؛ «جلعاد شهری است که کارهای ناشایست انجام می‌دهد و با خون آلوده شده است» (هوشع ۶:۸).
پادشاهی‌های عمون و موآب گاهی تا جنوب جلعاد گسترش می‌یافتند. داوود در جریان شورش ابشالوم به محانایم در جلعاد گریخت. جلعاد بعدها به‌عنوان زادگاه پیامبر الیاس نیز یاد شده است.

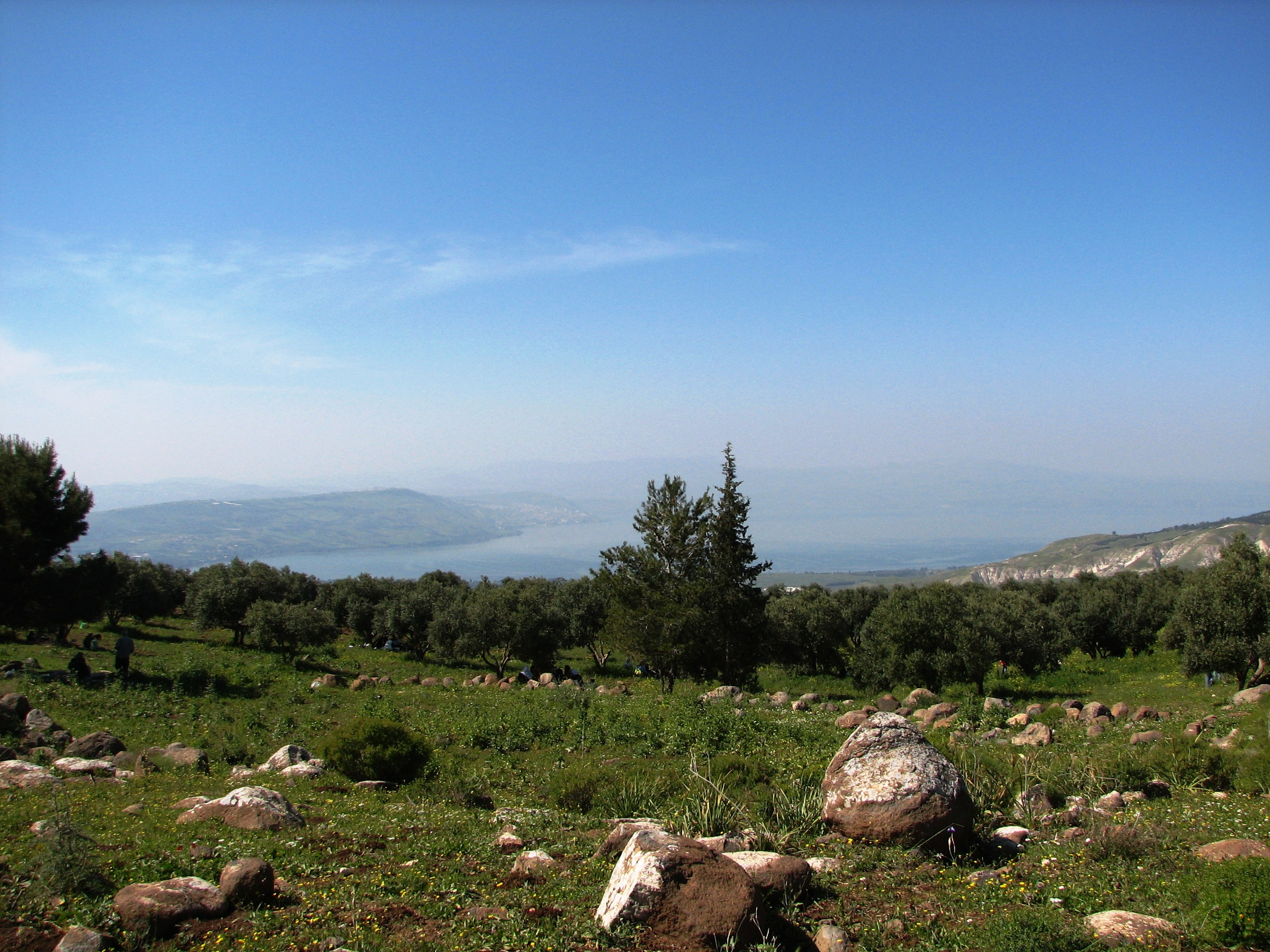
دریاچه طبریه از دیدگاه جلعاد نزدیک اربد

### استان آشوری نو
پادشاه تیگلات-پیلسر سوم از امپراتوری آشوری نو حدود سال ۷۳۳ پیش از میلاد، استان گال‌ازو (جلعاد) را بنیان نهاد.

### در زبان عربی
جلعاد (عربی: جلعاد‎، جلعاد یا جلعد) اصطلاحی عربی برای اشاره به منطقهٔ کوهستانی امتداد یافته در شمال و جنوب رود زرقا است. این واژه به‌طور کلی برای سراسر نواحی شرق رود اردن به کار می‌رفت. این منطقه امروزه تقریباً با شمال‌غرب اردن معادل است. جلعاد در کتیبه‌های باستانی سفائیتی نیز ذکر شده است.